# Onthophagus osellai
Onthophagus osellai é uma espécie de inseto do género Onthophagus, família Scarabaeidae, ordem Coleoptera.
Foi descrita cientificamente por Pittino em 1982.